# 대검객
"대검객"은 1968년 공개된 대한민국의 영화이다.

## 배역
- 이대엽
- 남궁원
- 윤정희
- 허장강
- 양훈
- 독고성
- 최성호
- 오경아
- 안일력
- 이성일